# Aparat mowy
Aparat mowy – narządy biorące udział w tworzeniu dźwięków ludzkiej mowy.
Narządy te stanowią część układu oddechowego i jako takie nie są specyficzne tylko dla człowieka. Budowa narządów, które uczestniczą w tworzeniu dźwięków, jest u innych naczelnych bardzo podobna i nie wyjaśnia sama w sobie zjawiska wykształcenia się mowy u człowieka.

## Budowa aparatu mowy
W budowie aparatu mowy można wyróżnić trzy grupy narządów:
- aparat oddechowy,
- aparat fonacyjny,
- aparat artykulacyjny.

### Aparat oddechowy
Poprzez określenie aparat oddechowy rozumie się płuca, przeponę, tchawicę i oskrzela. Płuca dostarczają (w większości przypadków) niezbędnego materiału do tworzenia dźwięków. Patrz też mechanizm przepływu powietrza.

### Aparat fonacyjny
Zasadniczą część aparatu fonacyjnego stanowi krtań, zbudowana z chrząstek i mięśni. W krtani znajdują się więzadła głosowe rozpięte między chrząstką tarczowatą a wyrostkami na ruchomych chrząstkach nalewkowatych. Wraz z przylegającymi fałdami śluzówki tworzą parzyste fałdy głosowe, które dzięki mięśniom mogą zmieniać swoje położenia. Krawędzie tych fałdów, które z punktu widzenia procesu fonacji są najważniejszą częścią krtani, to właśnie więzadła głosowe. Szparę pomiędzy więzadłami nazywa się szparą głosową (szparą głośni), a wraz z przyległymi fałdami głośnią.

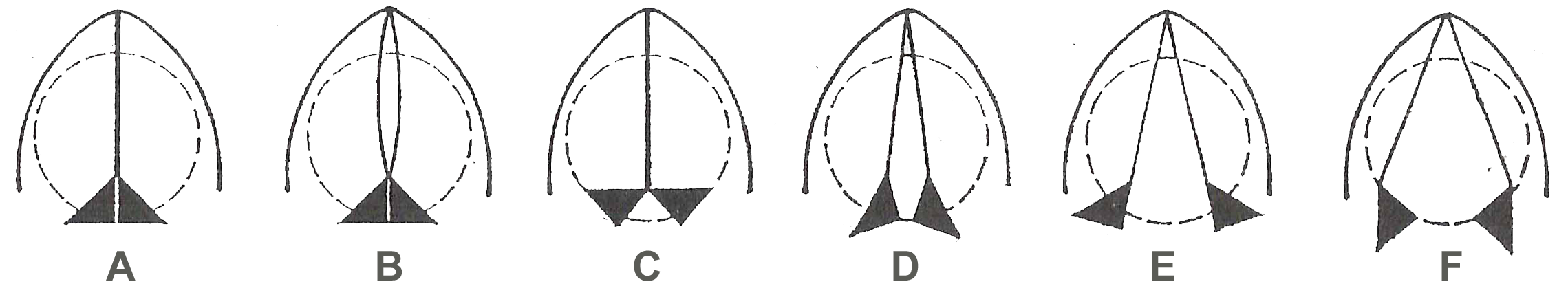
Schematyczne położenie więzadeł głosowych i chrząstek nalewkowych A: przy całkowitym zamknięciu, B: podczas artykulacji dźwięcznych elementów mowy, C: w czasie szeptu, D: przy chuchaniu, E: podczas spokojnego oddychania lub w czasie spoczynku, F: w czasie głębokiego oddychania

 Ułożenie więzadeł (fałdów głosowych) odgrywa zasadniczą rolę tak w procesie oddychania jak i mówienia. Podczas spokojnego oddychania więzadła są rozsunięte (E), powietrze swobodnie przepływa. Podobna sytuacja występuje w czasie artykulacji bezdźwięcznych elementów mowy. W czasie wymawiania dźwięcznych głosek więzadła na przemian zwierają się (A) i rozwierają się pod naporem wydychanego powietrza. Powietrze pokonując opór stawiany przez więzadła zaczyna drgać (efekt Bernoulliego). Obserwowana gołym okiem szpara pomiędzy fałdami głosowymi (B) jest w istocie złudzeniem optycznym spowodowanym bezwładnością oka, które nie jest w stanie zaobserwować szybko następujących po sobie faz zamykania i otwarcia.

### Aparat artykulacyjny
Aparat artykulacyjny składa się z narządów, które modyfikują strumień powietrza i obejmuje wszystkie narządy jam przewodu oddechowego znajdujące się ponad nagłośnią (wejściem do krtani). Trzy jamy ponadkrtaniowe – jamę nosową, jamę gardłową i jamę ustną – określa się mianem tzw. nasady.
Narządy znajdujące się w nasadzie, zwane artykulatorami, można podzielić na ruchome i nieruchome. Najważniejsze ruchome narządy to wargi, język, podniebienie miękkie z języczkiem oraz żuchwa, zaś nieruchome to przede wszystkim zęby, dziąsła i podniebienie twarde. Ustawienie artykulatorów decyduje o barwie głoski.